# Itambi
Itambi (tupi: itambi, «pedra erguida é o 3°distrito do município de Itaboraí, no estado do Rio de Janeiro, no Brasil. É passagem obrigatória para quem segue de Manilha para o centro de Magé pela BR-493. O distrito também era cortado pela Linha Niterói de trens urbanos, que ligava o Barreto, bairro da Zona Norte de Niterói, a Visconde de Itaboraí, distrito vizinho a Itambi.

## Etimologia
Segundo Teodoro Sampaio, Itambi vem da junção de Ita, que significa pedra, e Mbi, que significa alto, erguida, alçada, ou seja, “Pedra em Pé”, ou ainda "Pedra erguida".»)?

## História
Inicialmente denominado de Nossa Senhora do Desterro de Itambi, teve sua freguesia criada em 1737, com sede na capela de Nossa Senhora do Desterro, construída por Gonçalo Teixeira. O local esteve vinculado a freguesia de São Barnabé entre 1759 e 1772, quando a mesma foi elevada a vila de Vila Nova de São José del-Rei.
Após o decreto de 15 de janeiro de 1833, em decorrência das febres de Macacu, a freguesia de Nossa Senhora do Desterro de Itambi foi incorporada a São João de Itaboraí, que havia sido elevada a vila pelo mesmo decreto. Em 1840, Itambi assumiu o curato de São Barnabé, o extinguido de vez.
Itambi teve um barão chamado Cândido José Rodrigues Torres, que possuía um casarão na Praia de Botafogo, na cidade do Rio de Janeiro. O Barão de Itambi, um dos responsáveis pela criação da Estrada de Ferro Cantagalo, recebeu o título de barão em 17 de Julho de 1872, em referência à povoação homônima de Itambi. Ele era irmão de Joaquim José Rodrigues Torres, o Visconde de Itaboraí.
Hj itambi e caminho de acesso para o futuro do Brasil que e o comperj.